# Groșii Țibleșului
Groșii Țibleșului – wieś w Rumunii, w okręgu Marmarosz, w gminie Groșii Țibleșului. W 2011 roku liczyła 2095 mieszkańców.